# Droom van de rode kamer
Droom van de rode kamer (Traditioneel Chinees: 紅樓夢, Vereenvoudigd Chinees: 红楼梦, Pinyin, Hónglóu mèng), oorspronkelijk uitgegeven als Het verhaal van de steen (Traditioneel Chinees:石頭記, Vereenvoudigd Chinees: 石头记, Pinyin: Shítóu jì) is een roman geschreven in de 18e eeuw door de Chinese auteur Cao Xueqin. Het wordt beschouwd als een meesterwerk van Chinese literatuur, en een van de vier klassieke romans.

## Achtergrond
Over het algemeen wordt aangenomen dat de roman een semi-autobiografie is over Cao’s eigen familie. In het eerste hoofdstuk geeft de auteur aan dat het werk bedoeld is als herinnering aan de vrouwen die hij in zijn jeugd kende: vriendinnen, familieleden en dienaren.
De roman is niet alleen noemenswaardig vanwege de grote hoeveelheid personages, maar ook vanwege de gedetailleerde observatie van het leven en sociale structuur van het 18e-eeuwse China.
De roman is geschreven in Baihuawen en niet in Klassiek Chinees zoals gebruikelijk. Het is een van de twee werken die het Baihuawen meer gangbaar maakte in de literatuur.

## Thema’s

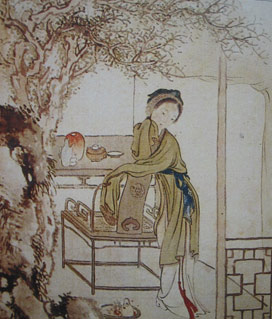
Een scène uit het verhaal, geschilderd door Xu Baozhuan.

De roman wordt normaal bij de titels Hung Lou Meng of Hong Lou Meng (紅樓夢) genoemd, wat letterlijk vertaald "Rode Kamer Droom" betekent. "Rode Kamer" is een aanduiding voor de afgeschermde kamers waar de dochters van rijke families leefden. De volledige titel refereert aan een droom die het personage Baoyu heeft, die zich afspeelt in een "Rode Kamer" waar het lot van veel vrouwelijke personages wordt voorspeld. Het woord "Kamer" wordt soms ook vertaald als "Landhuis".
De naam van de hoofdfamilie uit het boek, "賈", is homofoon met een andere Hanzi: "假", wat zoiets betekent als vals, nep of fictief. Daarmee wekt Cao Xueqin de suggestie dat de familie in het boek zowel een realistische als fictieve reflectie is van zijn eigen familie.
Het verhaal in het boek sluit ook aan op een concept in Chinees Boeddhisme dat ervan uitgaat dat de hele wereld in feite een illusie of droom is, waaruit men dient te ontwaken om verlichting te bereiken.

## Verhaallijn
De roman bevat een gedetailleerd verslag van twee takken van de Jia Clan: de Rongguo (榮國府) en de Ningguo (寧國府). Beide zijn rijke en machtige families die wonen in de hoofdstad. Het verhaal omschrijft de rijkdom en invloed die de families hebben, maar hoe dit langzaam verandert wanneer ze in ongenade vallen bij de keizer. Uiteindelijk worden hun huizen geplunderd en in beslag genomen.
Het verhaal bevat veel bovennatuurlijke elementen uit het Taoïsme en Boeddhisme zoals een intelligente steen, achtergelaten door de godin Nüwa (en waar de originele titel van de roman aan refereert).
Centraal in het verhaal staat Jia Baoyu (wiens naam letterlijk “waardevolle  jade” betekent), de erfgenaam van de familie. Hij groeit samen op met zijn verre nicht Daiyu en lijkt voorbestemd om met haar te trouwen.

## Personages
De roman bevat een uitzonderlijk grote hoeveelheid personages. Minimaal dertig personages kunnen worden gezien als hoofdpersonages, en daarnaast zijn er nog een paar honderd bijpersonages. Het merendeel van de personages zijn vrouwen, die in de roman een centrale rol spelen en vaak beter blijken te zijn dan hun mannelijke tegenspelers.

## Nederlandse vertaling
- Cao Xueqin, De droom van de rode kamer, of: Het verhaal van de steen, vert. Silvia Marijnissen, Mark Leenhouts en Anne Sytske Keijser. Amsterdam, Atheneum - Polak & Van Gennep, 2021. ISBN 9789025300883